# Andrew Yang
Andrew M. Yang (ur. 13 stycznia 1975 w Schenectady) – amerykański polityk, przedsiębiorca i milioner tajwańskiego pochodzenia, założyciel firmy korepetytorskiej Manhattan Prep, organizacji non-profit Venture for America i Partii Naprzód. 

## Wczesne życie i edukacja
Andrew M. Yang urodził się 13 stycznia 1975 w Schenectady w stanie Nowy Jork. Jego rodzice pochodzili z Tajwanu. Ojciec Kei-Hsiung Yang był badaczem pracującym dla IBM i General Electric i miał na swoim koncie ponad 60 patentów, a matka Nancy L. Yang była administratorem systemów na lokalnym uniwersytecie.
W 1996 Andrew Yang zdobył stopień Bachelor’s degree z ekonomii na Uniwersytecie Browna, a w 1999 ukończył prawo i zdobył tytuł Juris Doctor na Uniwersytecie Columbia.
Po zakończeniu studiów przez krótki czas praktykował prawo w firmie Davis Polk i pracował jako sprzedawca noży Cutco. Potem skoncentrował swoją działalność na startupach i przedsiębiorczości.

## Kariera przedsiębiorcy
Od 2002 do 2005 był wiceprezesem startupu Stargiving.com, związanego ze świadczeniem usług zdrowotnych. Ten startup zakończył się fiaskiem.
Od 2006 do 2011 był dyrektorem generalnym firmy korepetytorskiej Manhattan Prep. W 2009 sprzedał ją Kaplan, Inc. za ponad 10 milionów dolarów amerykańskich, dzięki czemu został milionerem.
We wrześniu 2011 założył organizację non-profit Venture for America, która zajmowała się łączeniem absolwentów studiów ze startupami. Ustąpił ze stanowiska prezesa w 2017.

## Majątek
W 2019 Forbes oszacował jego majątek na około 1 milion dolarów amerykańskich, The Wall Street Journal na między 834 000 tysięcy, a 2,4 milionów, a Newsweek, powołując się na stronę Financial Samurai, na od 3 do 4 milionów. Nigdy nie opublikował oświadczenia majątkowego. W wywiadzie dla The Wall Street Journal powiedział jedynie mój majątek jest prawdopodobnie znacznie mniejszy, niż wskazywałyby na to spekulacje. Według The Center for Public Integrity jako prezes Venture for America Yang zarabiał 285 tysięcy dolarów amerykańskich miesięcznie, a po ustąpieniu ze stanowiska 214 tysięcy dolarów. 

## Kariera polityczna

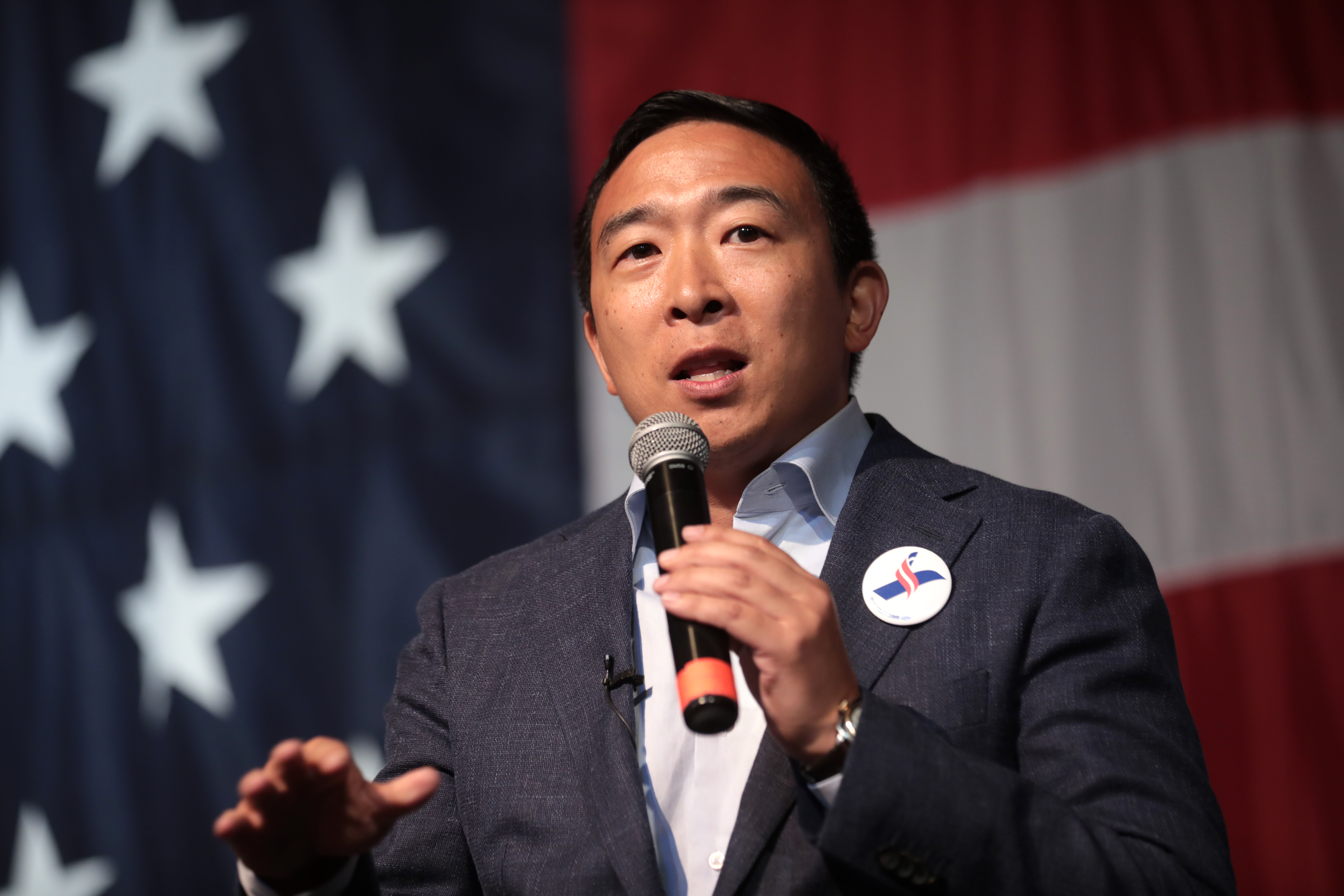
Andrew Yang prowadzący kampanię wyborczą w Iowa w 2019

6 listopada 2017 zarejestrował się w Federalnej Komisji Wyboczej USA jako kandydat na prezydenta Stanów Zjednoczonych w wyborach w 2020 roku. 2 lutego 2018 ogłosił swój udział w prawyborach Partii Demokratycznej za pośrednictwem YouTube'a i Twittera. Slogan wyborczy jego kampanii to Po pierwsze ludzkość i Make America Think Harder (z ang. Uczyńmy Amerykę Lepiej Myślącą), w skrócie MATH (z ang. Matma). Hasła te nawiązują do sloganów kampanii z 2016 roku urzędującego w 2019 prezydenta Donalda Trumpa, Po pierwsze Ameryka i Uczyńmy Amerykę Znów Wielką. Po pierwszym głosowaniu, w stanie Iowa, otrzymał niewiele ponad 1% wszystkich głosów. Zniechęcony tym wynikiem wycofał swoją kandydaturę 11 lutego 2020.
W 2021 roku wziął udział w prawyborach Partii Demokratycznej, które miały wyłonić kandydata partii w wyborach na burmistrza Nowego Jorku. Prawybory odbywały się w systemie ośmiu tur. W każdej z nich kandydaci z najmniejszą liczbą głosów byli eliminowani. Yang odpadł w szóstej turze, zdobywając 14.8% głosów i przegrywając z Mayą Wiley, Kathryn Garcią i ostatecznym zwycięzcą prawyborów Erikiem Adamsem.
W 2021 roku zapowiedział utworzenie własnej partii politycznej. W lipcu 2022 roku ogłosił powstanie Partii Naprzód. Współzałożycielami ugrupowania byli dawni członkowie Partii Republikańskiej: były kongreman David Jolly i gubernatorka stanu New Jersey w latach 1994-2001 Christine Todd Whitman. Wyrazili oni chęć przyciągnięcia centrowego, umiarkowanego elektoratu, rozczarowanego głębokimi podziałami na scenie politycznej w Stanach Zjednoczonych. W sierpniu 2022 ogłoszono, że partia została zarejestrowana przynajmniej w 15 stanach.

## Poglądy polityczne
Wierzy, że automatyzacja i sztuczna inteligencja uczynią miliony zawodów przestarzałymi. W związku z tym jest zwolennikiem bezwarunkowego dochodu podstawowego o wysokości 1000 dolarów amerykańskich miesięcznie. Wśród innych jego propozycji były obniżenie wieku nabywania prawa głosu do 16 roku życia, zapewnienie obywatelom darmowych terapii małżeńskich i wymóg noszenia kamery na ciele przez każdego oficera policji.

## Nagrody i wyróżnienia
W 2012 prezydent USA Barack Obama wyróżnił go tytułem Champion of Change, a 11 maja 2015 mianował go ambasadorem globalnej przedsiębiorczości.
W kwietniu 2012 magazyn Fast Company umieścił go na 27. miejscu na liście 100 najbardziej kreatywnych przedsiębiorców.

## Życie prywatne
Jest protestantem.
W 2011 ożenił się z Evelyn Lu. Razem mają dwóch synów.